# Космос 305
Космос 305 (също Луна Е-8-5 № 404) е четвъртият съветски опит за изстрелване на сонда към Луната, която да се превърне в първия автоматичен апарат кацнал меко на Луната, събрал и върнал на Земята проби от лунната почва и скални образци. Поради проблем с ракетата-носител сондата не излиза от околоземна орбита.

## Полет
Стартът е даден на 22 октомври 1969 г. от космодрума Байконур в Казахска ССР с ракета-носител „Протон“. Работата и отделянето на първите три степени минават нормално, но двигателят на четвъртата не се задейства. Това не позволява на апарата да излезе от околоземна орбита. Два дни по-късно станцията навлиза в плътните слоеве на земната атмосфера и изгаря.